# Eurytoma bromi
Eurytoma bromi är en stekelart som först beskrevs av Howard 1896.  Eurytoma bromi ingår i släktet Eurytoma och familjen kragglanssteklar. Inga underarter finns listade i Catalogue of Life.